# Sir Graeme Douglas International 2022
Das Sir Graeme Douglas International 2022 war eine Leichtathletik-Veranstaltung, die am 20. Februar 2022 in der neuseeländischen Stadt Auckland stattfand. Sie war die erste Veranstaltung der  World Athletics Continental Tour auf der Stufe der Bronze-Meetings, der dritthöchsten Kategorie dieser Leichtathletik-Serie.

## Resultate

### Männer

#### 100 m
| Platz | Athlet           | Land | Zeit (s) |
| ----- | ---------------- | ---- | -------- |
| 1     | Tiaan Whelpton   | NZL  | 10,21    |
| 2     | Zachary Saunders | NZL  | 10,67    |
| 3     | Jordan Bolland   | NZL  | 10,73    |
| 4     | Tommy Te Puni    | NZL  | 10,84    |
| 5     | Oliver Krijnen   | NZL  | 10,95    |
| 6     | Hayato Yoneto    | NZL  | 10,98    |
| 7     | Ryan Shotter     | NZL  | 11,14    |

Wind: +2,5 m/s

#### 400 m
| Platz | Athlet            | Land | Zeit (s) |
| ----- | ----------------- | ---- | -------- |
| 1     | Lex Revell-Lewis  | NZL  | 47,49 PB |
| 2     | James Preston     | NZL  | 47,87 PB |
| 3     | Hamish Gill       | NZL  | 48,09    |
| 4     | Luke Mercieca     | NZL  | 48,41    |
| 5     | Troy Middleton    | NZL  | 48,66 PB |
| 6     | Joshua Ledger     | NZL  | 48,88    |
| 7     | Mikael Starzynski | NZL  | 49,57    |

#### 1500 m
| Platz | Athlet         | Land | Zeit (min) |
| ----- | -------------- | ---- | ---------- |
| 1     | Julian Oakley  | NZL  | 3:42,47 SB |
| 2     | Eric Speakman  | NZL  | 3:45,22    |
| 3     | Matthew Taylor | NZL  | 3:45,69 PB |
| 4     | Russell Green  | NZL  | 1:46,11 PB |
| 5     | James Harding  | NZL  | 3:49,00 PB |
| 6     | Benjamin Wall  | NZL  | 3:49,42    |
| 7     | David Lee      | NZL  | 3:49,53 PB |
| 8     | Noah Macdermid | NZL  | 3:51,51 PB |
| 9     | Jared Monk     | NZL  | 3:52,49 SB |
| 10    | Ben Bidois     | NZL  | 3:52,93 PB |
| 11    | Cameron Avery  | NZL  | 3:53,90 PB |
| 12    | Harry Ewing    | NZL  | 3:54,10    |
| 13    | Dominic Devlin | NZL  | 3:54,41 PB |
| 14    | Zane Powell    | NZL  | 3:56,53    |
| 15    | Angus Wemyss   | NZL  | 4:00,02 SB |
|       | Hayden Wilde   | NZL  | DNF        |

#### 5000 m
| Platz         | Athlet             | Land | Zeit (min)  |
| ------------- | ------------------ | ---- | ----------- |
| 1             | Hayden Wilde       | NZL  | 14:10,71 SB |
| 2             | Connor Melton      | NZL  | 14:21,22    |
| 3             | Christian de Vaal  | NZL  | 14:26,09 PB |
| 4             | Christopher Dryden | NZL  | 14:29,84    |
| 5             | Jacob Priddey      | NZL  | 14:32,77    |
| 6             | Caden Shields      | NZL  | 14:33,73    |
| 7             | Sam Waldin         | NZL  | 14:40,96 PB |
| 8             | Cameron Clark      | NZL  | 14:54,09    |
| 9             | Ronan Codyre       | NZL  | 15:04,89 PB |
| 10            | Ronan Lee          | NZL  | 15:11,84    |
| 11            | Michael Sutton     | NZL  | 15:24,51 SB |
| 12            | Luke Clements      | NZL  | 15:39,39    |
|               | Cameron Graves     | NZL  | DNF         |
| Eric Speakman | NZL                | DNF  |             |
| Jared Monk    | NZL                | DNF  |             |

#### Hochsprung
| Platz | Athlet            | Land | Höhe (m) |
| ----- | ----------------- | ---- | -------- |
| 1     | Hamish Kerr       | NZL  | 2,30 WL  |
| 2     | Jayden Williamson | NZL  | 2,01     |
| 3     | Rafe Coiuillault  | NZL  | 1,91     |

#### Stabhochsprung
| Platz            | Athlet             | Land | Höhe (m) |
| ---------------- | ------------------ | ---- | -------- |
| 1                | Nicholas Southgate | NZL  | 5,00     |
| 2                | Max Attwell        | NZL  | 4,35     |
| 3                | Aaron Booth        | NZL  | 4,35     |
|                  | Ruben Vogel        | NZL  | NMH      |
| Ettiene du Preez | NZL                | NMH  |          |

#### Weitsprung
| Platz | Athletin       | Land | Weite (m) |
| ----- | -------------- | ---- | --------- |
| 1     | Felix McDonald | NZL  | 7,30      |
| 2     | Lewis Aarthur  | NZL  | 7,09      |
| 3     | Angus Lyver    | NZL  | 7,07      |
| 4     | Max Attwell    | NZL  | 6,88      |
| 5     | Matthew Aucamp | NZL  | 6,87 PB   |
| 6     | Stephen Thorpe | NZL  | 6,44      |
| 7     | Ethan Phillips | NZL  | 6,14      |

#### Kugelstoßen
| Platz | Athlet           | Land | Weite (m) |
| ----- | ---------------- | ---- | --------- |
| 1     | Tomas Walsh      | NZL  | 21,26 SB  |
| 2     | Ryan Ballantyne  | NZL  | 18,91     |
| 3     | Nick Palmer      | NZL  | 18,33     |
| 4     | Liam Ngchok-Wulf | NZL  | 15,36 PB  |

### Frauen

#### 100 m
| Platz | Athlet            | Land | Zeit (s) |
| ----- | ----------------- | ---- | -------- |
| 1     | Zoe Hobbs         | NZL  | 11,18    |
| 2     | Rosie Elliott     | NZL  | 11,37    |
| 3     | Anna Percy        | NZL  | 11,51    |
| 4     | Livvy Wilson      | NZL  | 11,56    |
| 5     | Talia van Rooyen  | NZL  | 11,75    |
| 6     | Brooke Somerfield | NZL  | 11,88    |
| 7     | Jordyn Blake      | NZL  | 12,20    |

Wind: +2,1 m/s

#### 400 m
| Platz | Athlet          | Land | Zeit (s) |
| ----- | --------------- | ---- | -------- |
| 1     | Rosie Elliott   | NZL  | 52,99 PB |
| 2     | Izzy Neal       | NZL  | 53,37 PB |
| 3     | Camryn Smart    | NZL  | 53,85 PB |
| 4     | Mia Powell      | NZL  | 55,13    |
| 5     | Jennie Hauke    | NZL  | 55,87 SB |
| 6     | Jordyn Blake    | NZL  | 56,69    |
| 7     | Sophie Atkinson | NZL  | 57,12    |
| 8     | Lucy Shennan    | NZL  | 57,67    |

#### 1500 m
| Platz | Athlet          | Land | Zeit (min) |
| ----- | --------------- | ---- | ---------- |
| 1     | Laura Nagel     | NZL  | 4:15,37 PB |
| 2     | Kara MacDermid  | NZL  | 4:19,07 SB |
| 3     | Holly Manning   | NZL  | 4:20,03 PB |
| 4     | Katherine Camp  | NZL  | 4:20,44    |
| 5     | Anneke Grogan   | NZL  | 4:22,70    |
| 6     | Brigid Dennehy  | NZL  | 4:23,05 PB |
| 7     | Kerry White     | NZL  | 4:27,00 PB |
| 8     | Penelope Salmon | NZL  | 4:27,28 SB |
| 9     | Jessie Speedy   | NZL  | 4:31,59 PB |
| 10    | Boh Ritchie     | NZL  | 4:34,50 PB |
| 11    | Chloe Browne    | NZL  | 4:36,51    |
| 12    | Bella Browne    | NZL  | 4:39,55    |
| 13    | Natasha Bowyer  | NZL  | 4:48,51 PB |
|       | Jennie Hauke    | NZL  | DNF        |

#### 400 m Hürden
| Platz | Athlet               | Land | Zeit (s)    |
| ----- | -------------------- | ---- | ----------- |
| 1     | Portia Bing          | NZL  | 55,50 WL NR |
| 2     | Celine Pearn         | NZL  | 60,96 SB    |
| 3     | Alessandra MacDonald | NZL  | 61,35       |
| 4     | Maddie Kelso-Heap    | NZL  | 65,13 PB    |
| 5     | Samadiana Fariz      | NZL  | 67,85       |

#### Hochsprung
| Platz | Athletin         | Land | Höhe (m) |
| ----- | ---------------- | ---- | -------- |
| 1     | Keeley O’Hagan   | NZL  | 1,80     |
| 2     | Imogen Skelton   | NZL  | 1,77     |
| 3     | Josephine Reeves | NZL  | 1,77 SB  |
| 4     | Maddie Wilson    | NZL  | 1,72     |
| 5     | Alice Taylor     | NZL  | 1,67     |

#### Stabhochsprung
| Platz | Athletin         | Land | Höhe (m) |
| ----- | ---------------- | ---- | -------- |
| 1     | Olivia McTaggart | NZL  | 4,45     |
| 2     | Isabella Murrell | NZL  | 3,50     |
| 2     | Eliza Meekings   | NZL  | 3,50     |
| 4     | Hannah Adye      | NZL  | 3,30     |
|       | Aria Rhodes      | NZL  | NMH      |

#### Kugelstoßen
| Platz | Athlet                | Land | Weite (m) |
| ----- | --------------------- | ---- | --------- |
| 1     | Maddison-Lee Wesche   | NZL  | 18,49 WL  |
| 2     | Natalia Rankin-Chitar | NZL  | 14,87 PB  |
| 3     | Kathie Hallie         | NZL  | 12,64 PB  |
| 4     | Maddie Wilson         | NZL  | 11,87 PB  |

#### Speerwurf
| Platz | Athlet         | Land | Weite (m) |
| ----- | -------------- | ---- | --------- |
| 1     | Tori Peeters   | NZL  | 56,50     |
| 2     | Brianna Tirado | NZL  | 39,44     |